# Dolichopeza hispanica
Dolichopeza hispanica är en tvåvingeart som beskrevs av Mannheims 1951. Dolichopeza hispanica ingår i släktet Dolichopeza och familjen storharkrankar. Inga underarter finns listade i Catalogue of Life.